# 宇賀四郎
宇賀四郎（1881年5月25日—1946年7月10日），東京帝國大學畢業，日本昭和初期之日本政府官員。宇賀四郎於1931年5月8日接替片山三郎，於台灣擔任台北州知事，管轄今臺北市、新北市、宜蘭縣及基隆市等地的行政事務。

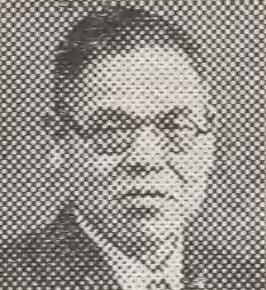
宇賀四郎